# Izvoarele (Olt)
Izvoarele es una comuna ubicada en el distrito de Olt, Rumania.

## Superficie
Posee una superficie de 48,37 kilómetros cuadrados.

## Demografía
Hasta 2021 la población era de 3218 habitantes, con una densidad de población de 66,53 habitantes por kilómetro cuadrado.